# Frontera entre França i Maurici
La frontera entre França i Maurici és una frontera marítima internacional que delimita les Zones Econòmiques Exclusives d'aquests dos països. Està parcialment determinada per tractats i s'estén a l'est de l'Illa de la Reunió i a l'oest de Maurici.

## Generalitats
Les fronteres marítimes entre el territori francès i el de Maurici estan definides pel conveni de delimitació australo-francès signat el 1980 pels dos països. El tractat fou signat a París el 2 d'abril de 1980 i va entrar en vigor després de la signatura.
L'illa de Tromelin és reivindicada per ambdós estats, el tractat no defineix la frontera en les proximitats d'aquesta illa.

## Delimitació
La primera frontera establerta pel tractat de delimitació separa les illes de Reunió, a l'oest i Maurici, a l'est, segons una aproximació de la línia equidistant dels dos territoris. L'extremitat nord-occidental de la frontera se situa en el punt equidistant de Maurici, Reunió i Tromelin, a 153 milles nàutiques de cadascuna de les illes (283 km); la frontera es mou a nivell mundial cap al sud-sud-est.
El límit consta de 6 segments de línia loxodròmics definits per 7 punts distints:
- P1 : 18° 17′ 11″ S, 55° 30′ 20″ E / 18.28639°S,55.50556°E
- P2 : 19° 00′ 49″ S, 55° 50′ 45″ E / 19.01361°S,55.84583°E
- P3 : 20° 04′ 57″ S, 56° 17′ 39″ E / 20.08250°S,56.29417°E
- P4 : 20° 35′ 55″ S, 56° 27′ 44″ E / 20.59861°S,56.46222°E
- P5 : 21° 18′ 19″ S, 56° 50′ 09″ E / 21.30528°S,56.83583°E
- P6 : 22° 00′ 32″ S, 57° 14′ 40″ E / 22.00889°S,57.24444°E
- P7 : 23° 48′ 05″ S, 58° 14′ 23″ E / 23.80139°S,58.23972°E

En total, la frontera s'estén sobre el voltant de 675,6 km, unwa 364,8 milles nàutiques.